# Cleistopholis myristiciflora
Cleistopholis myristiciflora är en kirimojaväxtart som beskrevs av Friedrich Ludwig Diels och Gottfried Wilhelm Johannes Mildbraed. Cleistopholis myristiciflora ingår i släktet Cleistopholis, och familjen kirimojaväxter. Inga underarter finns listade i Catalogue of Life.